# Karshi Challenger 2012
Il Karshi Challenger 2012 è stato un torneo professionistico di tennis giocato sul cemento. È stata la 6ª edizione del torneo che fa parte dell'ATP Challenger Tour nell'ambito dell'ATP Challenger Tour 2012. Si è giocato a Qarshi in Uzbekistan dal 13 al 19 agosto 2012.

## Partecipanti

### Teste di serie
| Nazionalità | Giocatore          | Ranking* | Testa di serie |
| ----------- | ------------------ | -------- | -------------- |
| Russia      | Igor' Kunicyn      | 144      | 1              |
| Serbia      | Dušan Lajović      | 168      | 2              |
| Russia      | Konstantin Kravčuk | 207      | 3              |
| Cina        | Wu Di              | 224      | 4              |
| Ucraina     | Ivan Serheev       | 232      | 5              |
| Ucraina     | Illja Marčenko     | 235      | 6              |
| Slovacchia  | Kamil Čapkovič     | 237      | 7              |
| Australia   | Brydan Klein       | 239      | 8              |

- Ranking al 6 agosto 2012.

### Altri partecipanti
Giocatori che hanno ricevuto una wild card:
- Sarvar Ikramov
- Temur Ismailov
- Sergej Šipilov
- Nigmat Shofayziev

Giocatori passati dalle qualificazioni:
- Sriram Balaji
- Denis Macukevič
- Adrian Sikora
- Dzmitry Zhyrmont

## Campioni

### Singolare
- Igor' Kunicyn ha battuto in finale  Dzmitry Zhyrmont con il punteggio di 7–6(10), 6–2

### Doppio
- Hsin-han Lee /  Peng Hsien-yin hanno battuto in finale  Brydan Klein /  Yasutaka Uchiyama con il punteggio di 6(5)–7, 6–4, [10-4]